# Poul Nyboe Andersen
Poul Nyboe Andersen (ur. 23 listopada 1913 w Ribe, zm. 5 listopada 2004 w Slagelse) – duński polityk i ekonomista, deputowany i poseł do Parlamentu Europejskiego, minister ekonomii, spraw nordyckich i rynku europejskiego (1968–1971) oraz ekonomii i handlu (1973–1975).

## Życiorys
Syn rolnika Andersa Andersena. W 1939 ukończył z wyróżnieniem studia na Uniwersytecie Kopenhaskim, w 1946 uzyskał doktorat z ekonomii na Uniwersytecie w Aarhus. Początkowo pracował w gazecie „Kristeligt Dagblad”. Od 1940 wykładał na macierzystej uczelni, Uniwersytecie w Aarhus i Copenhagen Business School, na ostatniej z uczelni od 1950 zajmował stanowisko profesora. Zajmował stanowisko dyrektora i członka rad nadzorczych różnych spółek, był też od 1963 do 1968 kierownikiem Komitetu Pomocy Technicznej ONZ. Działał w organizacjach współpracy nordyckiej i międzynarodowych, m.in. zasiadał we władzach Międzynarodowego Związku Spółdzielczego. Należał do różnych komisji rządowych. Autor książek i publikacji prasowych, założyciel i wieloletni dyrektor uniwersytetu ludowego.
Zaangażował się w działalność polityczną w ramach Venstre. W latach 1971–1977 poseł do Folketingetu, w latach 1971–1973 również członek Zgromadzenia Parlamentarnego Rady Europy. Od lutego 1968 do października 1971 minister ekonomii, spraw nordyckich i rynku europejskiego. Od 18 do 19 grudnia 1973 oddelegowany do Parlamentu Europejskiego, należał do frakcji liberalno-demokratycznej. Zrezygnował z tej funkcji, by objąć fotel ministra ekonomii i handlu, którym pozostał do lutego 1975. W 1977 zakończył działalność polityczną.
Od 1938 żonaty z nauczycielką Ditte Raben.